# Jack Medica
Jack Medica, född 5 oktober 1914 i Seattle, död 15 april 1985 i Carson City, var en amerikansk simmare.
Medica blev olympisk mästare på 400 meter frisim vid sommarspelen 1936 i Berlin.